# Chi Cỏ phấn hương
Chi Cỏ phấn hương (danh pháp khoa học: Ambrosia) là một chi thực vật có hoa trong họ Cúc (Asteraceae).
Tên gọi khoa học của chi này có nguồn gốc từ tiếng Hy Lạp a-brotos và có nghĩa là "thức ăn của thần thánh".
Các loài trong chi này sinh sống ở khu vực ôn đới của Bắc bán cầu và Nam Mỹ. Chúng ưa thích các vùng đồng cỏ bằng phẳng, khô và nhiều nắng cũng như dọc theo bờ các con sông, ven đường, vùng đất bỏ hoang và các khu vực đổ nát. Cỏ phấn hương ít phổ biến tại miền đông Hoa Kỳ cho tới khi người châu Âu tới định cư và phát triển nông nghiệp vào đầu thế kỷ 18.
Theo phân loại khoa học có khoảng 41 loài cỏ phấn hương trên khắp thế giới. Do bề ngoài của chúng rất bình thường nên mặc dù chúng có ở nhiều nơi nhưng rất dễ bị bỏ sót. Trên thực tế không có loài gia súc nào ăn chúng. Nhiều loài đã thích nghi với môi trường có khí hậu khô cằn của các sa mạc. Loài Ambrosia dumosa là một trong số những loài cây lâu năm chịu khô hạn tốt nhất ở Bắc Mỹ. Khoảng 10 loài sinh sống trong sa mạc Sonoran.
Chúng là các loại cây một năm hay lâu năm, dạng cây bụi hay gần như cây bụi với thân cây mọc thẳng, nhiều lông lởm chởm, mọc thành bụi cây lớn, cao tới 75 – 90 cm. Cây cỏ phấn hương thông thường (Ambrosia artemisiifolia) là phổ biến nhất trong số các loài cây của chi này tại Bắc Mỹ. Nó có thể cao tới 1 m. Các loài cỏ phấn hương lớn, cỏ phấn hương khổng lồ (Ambrosia trifida), có thể cao tới 4 m (13 ft) hoặc hơn thế. Thân của chúng phân nhánh từ gốc. Chúng tạo thành các rễ trụ mảnh dẻ hay các thân rễ bò lan.
Lá của chúng có màu từ lục xám tới lục bạc với hình dạng lông chim hai lần, xẻ thùy sâu với các cuống lá có cánh. Riêng lá của Ambrosia coronopifolia là lá đơn. Các lá mọc đối tại phần gốc, nhưng ở phía trên của thân thì lại là so le.

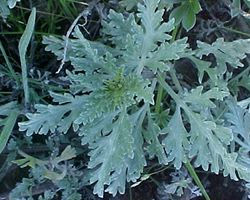
Cỏ phấn hương bạc (Ambrosia chamissonis)

Cỏ phấn hương bị ấu trùng của một số loài cánh vẩy sử dụng làm thức ăn, xem Danh sách các loài cánh vẩy ăn cỏ phấn hương.

## Các loài
- Ambrosia acanthicarpa: Cỏ phấn hương gai phẳng
- Ambrosia ambrosioides: Cỏ phấn hương Canyon
  - Ambrosia ambrosioides phân loài septentrionale
- Ambrosia artemisiifolia (đồng nghĩa: Ambrosia elatior): Cỏ phấn hương một năm, cỏ cà rốt, cỏ phấn hương một năm
- Ambrosia aspera
- Ambrosia bidentata: Cỏ phấn hương long não, cỏ phấn hương lá mũi mác
- Ambrosia canescens: Cỏ phấn hương lông
- Ambrosia carduacea: Cỏ phấn hương Baja California
- Ambrosia chamissonis: Cỏ phấn hương bạc
- Ambrosia cheirnathifolia: Cỏ phấn hương Rio Grande
- Ambrosia chenopodiifolia: Cỏ phấn hương San Diego.
- Ambrosia confertiflora: Cỏ phấn hương lá mềm
- Ambrosia cordifolia: Cỏ phấn hương Tucson
- Ambrosia coronopifolia
- Ambrosia deltoidea: Cỏ phấn hương lá tam giác
- Ambrosia dumosa: Cỏ phấn hương trắng
- Ambrosia grayi: Cỏ phấn hương lá xoăn
- Ambrosia helenae
- Ambrosia hispida: Cỏ phấn hương ven biển
- Ambrosia ilicfolia: Cỏ phấn hương lá nhựa ruồi.
- Ambrosia intergradiens
- Ambrosia johnstoniorum
- Ambrosia linearis: Cỏ phấn hương sọc
- Ambrosia maritima: Cỏ phấn hương biển, loài điển hình của chi
- Ambrosia palustris
- Ambrosia pannosa
- Ambrosia parvifolia
- Ambrosia peruviana: Cỏ phấn hương Peru
- Ambrosia psilostachya: Cỏ phấn hương Cuman, cỏ phấn hương lâu năm
- Ambrosia pumila: Cỏ phấn hương lùn, cỏ phấn hương San Diego
- Ambrosia sandersonii
- Ambrosia scabra
  - Ambrosia scabra thứ robusta
  - Ambrosia scabra thứ tenuior
- Ambrosia tarapacana
- Ambrosia tenuifolia: Cỏ phấn hương lá thon
- Ambrosia tomentosa: Cỏ phấn hương lá xương cá
- Ambrosia trifida: Cỏ phấn hương lớn, cỏ phấn hương khổng lồ
  - Ambrosia trifida texana: Cỏ phấn hương lớn Texan
- Ambrosia trifolia: Cỏ phấn hương lớn, cỏ phấn hương trâu
- Ambrosia velutina

## Sinh sản
Cỏ phấn hương là các loài cây đơn tính cùng gốc, nghĩa là sinh ra các hoa đực và hoa cái trên cùng một cây. Hàng loạt các hoa đực nhỏ màu lục ánh vàng có đường kính khoảng 3 mm. Chúng mọc thành cụm ở phía trên, đối diện với các lá bắc. Các hoa cái, màu lục ánh trắng, mọc dưới dạng từng hoa rời và không dễ thấy, nằm phía dưới các hoa đực, trong nách lá. Chúng không có các mào lông.
Sau khi được thụ phấn nhờ gió (anemophily), các hoa cái phát triển để trở thành các quả hình trứng nhiều gai nhọn với 9-18 gai thẳng. Quả chứa 1 hạt hình đầu mũi tên có màu nâu khi chín, nhỏ hơn hạt lúa mì. Các quả gai này được phát tán bằng bám vào lông của các động vật đi ngang qua chúng. Hạt của các loài cỏ này là một trong những thức ăn quan trọng trong mùa đông của nhiều loài chim.

## Dị ứng nguyên
Người ta ước tính rằng mỗi cây có thể sinh ra khoảng 1 tỷ hạt phấn hoa trong một mùa. Nó là một loại vật chất có độ gây dị ứng cao, có thể là cao nhất trong số các loại phấn hoa, và là nguyên nhân chính của bệnh sốt cỏ khô. Chúng nở hoa ở Bắc bán cầu vào khoảng từ giữa tháng 8 cho tới khi thời tiết lạnh hơn. Chúng thông thường sinh ra nhiều phấn hoa hơn trong các mùa ẩm ướt. Hai loài Ambrosia artemisiifolia và A. psilostachya được coi là nguy hiểm nhất trong số các loài cỏ phấn hương trong việc gây ra bệnh sốt cỏ khô.
Cỏ phấn hương cũng là loài cây liên quan tới vấn đề sự ấm toàn cầu, do các thử nghiệm cho thấy nồng độ cao hơn của dioxide cacbon sẽ làm tăng việc sản xuất phấn hoa. Trong những ngày nhiều gió và khô thì phấn hoa có thể bay xa vài kilômét. Khi độ ẩm tương đối tăng lên trên 70% thì phấn hoa có xu hướng kết lại thành cục và khó bay xa.
Cúc hoàng anh (chi Solidago) nói chung hay bị quy cho là nguyên nhân gây ra bệnh sốt cỏ khô, nhưng đơn giản chỉ là do chúng ra hoa sặc sỡ vào cùng thời gian với cỏ phấn hương. Trên thực tế, cúc hoành anh là không dính dáng gì với bệnh này, do chúng là các loài thụ phấn nhờ côn trùng (entomophily). Phấn hoa của chúng nhớt, dính và nặng, không thể bay xa nhờ gió.
Trên thế giới thì Hungary có lẽ là quốc gia chịu nhiều tác động nhất của phấn hoa cỏ phấn hương tại châu Âu (và có thể là của cả thế giới), đặc biệt là kể từ đầu thập niên 1990, khi nhiều cánh đồng của các hợp tác xã nông nghiệp bị bỏ hoang nhanh chóng bị các loài cỏ phấn hương chiếm chỗ.
Các khẳng định có tính giai thoại là mật ong sẽ làm giảm nhẹ dị ứng do phấn hoa của cỏ phấn hương ở một mức độ nào đó, và điều này là đáng lưu ý do các loài ong mật rất ít khi đậu vào hoa của cỏ phấn hương. Tuy nhiên, trong thời kỳ cỏ phấn hương nở hoa thì bụi phấn bắm vào khắp mọi nơi, còn ong mật thì do có tĩnh điện nên sẽ vô tình bị phấn hoa của cỏ phấn hương bám vào. Trong khoa học nghiên cứu về mật ong, phấn hoa của cỏ phấn hương luôn luôn được nhận dạng như là một thành phần của mật ong tươi.
Protein chính gây dị ứng của phấn hoa cỏ phấn hương được xác định là Amb a 1, một protein 38 kDa không chứa đường.

## Kiểm soát và loại trừ
Việc loại trừ hoàn toàn cỏ phấn hgương là không thể, do sự chịu đựng khô hạn tốt và khả năng sinh sản hạt ghê gớm của nó. Vào thời điểm năm 2005, người ta vẫn chưa có các biện pháp an toàn về mặt sinh học nào (ví dụ sử dụng bọ cánh cứng hay sâu) để chống lại cỏ phấn hương trong tự nhiên. Các phương pháp cơ học và hóa học có thể được sử dụng để ngăn cản sự phổ biến của chúng, mặc dù có chứng cứ cho thấy các biện pháp này trên thực tế là không hiệu quả hơn so với việc để mặc chúng trong một thời gian dài .
Việc nhổ bỏ cỏ phấn hương, đôi khi được đưa trên các phương tiện thông tin đại chúng để cảnh báo chung và cho các mục đích tuyên truyền-cổ động, tốt nhất là nên tránh. Nó không có hiệu quả và việc tiếp xúc với da có thể gây ra các triệu chứng của bệnh sốt cỏ khô ở những người có sự mẫn cảm cao đối với cỏ phấn hương.
Mặc dù các loại lưỡi hái và các dạng có gắn động cơ của nó đã giảm vai trò và tính hiệu quả trong việc chống lại cỏ phấn hương, nhưng chúng vẫn là các công cụ không thể thiếu, đặc biệt là trong các khu vực dân cư và gần với các khu vực trồng cây, những nơi mà việc sử dụng thuốc trừ cỏ cần phải hạn chế. Việc chống lại cỏ phấn hương bằng lưỡi hái là một quá trình liên tục, do rất khó để cắt chúng tới sát mặt đất và chúng sẽ mọc trở lại chỉ trong vòng khoảng 2 tuần (và thường là sẽ sinh nhánh thành 3-4 thân cây) nếu như chỉ khoảng 1–2 cm gốc cây còn sót lại trên mặt đất. Các khu vực đã cắt cần phải cắt lại sau khoảng 3 tuần để chống chúng phát triển trở lại.
Việc sử dụng các loại thuốc diệt cỏ nên có sự tư vấn từ phía các nhà chuyên môn về liều lượng và phương pháp, đặc biệt là các khu vực gần khu dân cư. Một vài loại thuốc diệt cỏ đã được chứng minh là có các thành phần hoạt hóa có hiệu quả là các loại gốc gliphosat (Roundup, Gliphogan, Glialka), sulphosat (Medallon) và gluphosinat-ammonia (Finale14SL).
Một phương pháp đặc biệt có hiệu quả trong việc kiểm soát cỏ phấn hương là cắt chúng sau đó đem đốt khi thân cây đã khô  đã trở nên ít phổ biến do khói sinh ra được coi là gây ô nhiễm không thể chấp nhận, giống như sự giảm sút vai trò của việc đốt lá rụng và đốt rác. Nhưng phương pháp này có lợi ích phụ là làm chết cả các đoạn thân cây vì thế chúng không thể mọc trở lại, mà như đã nói trên, là gần như không thể đạt được với các phương pháp khác.

## Thư viện ảnh

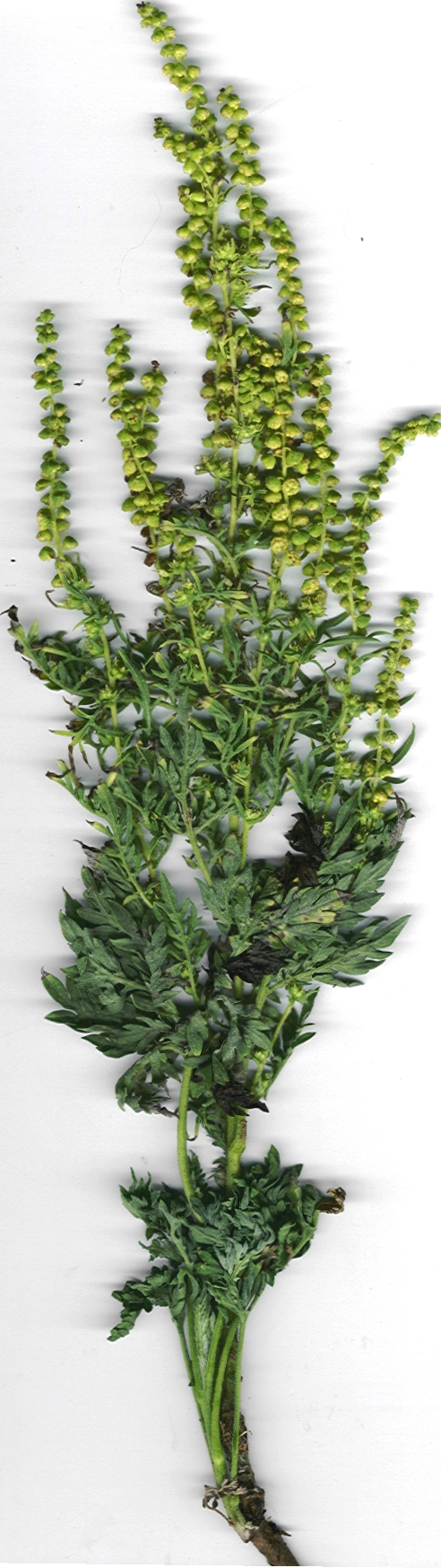
Cỏ phấn hương một năm (Ambrosia artemisiifolia)
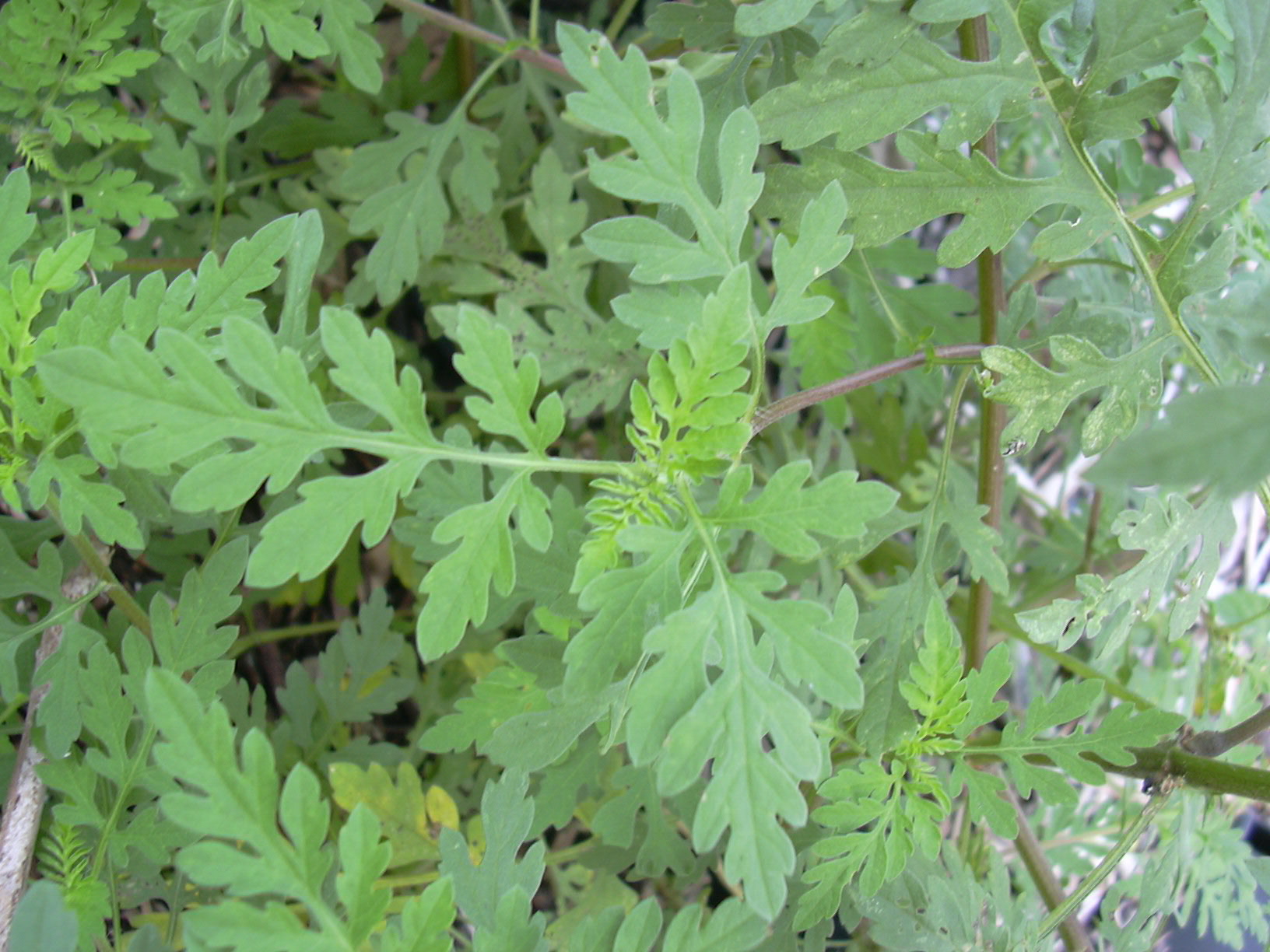
Cỏ phấn hương một năm (Ambrosia artemisiifolia) - lá
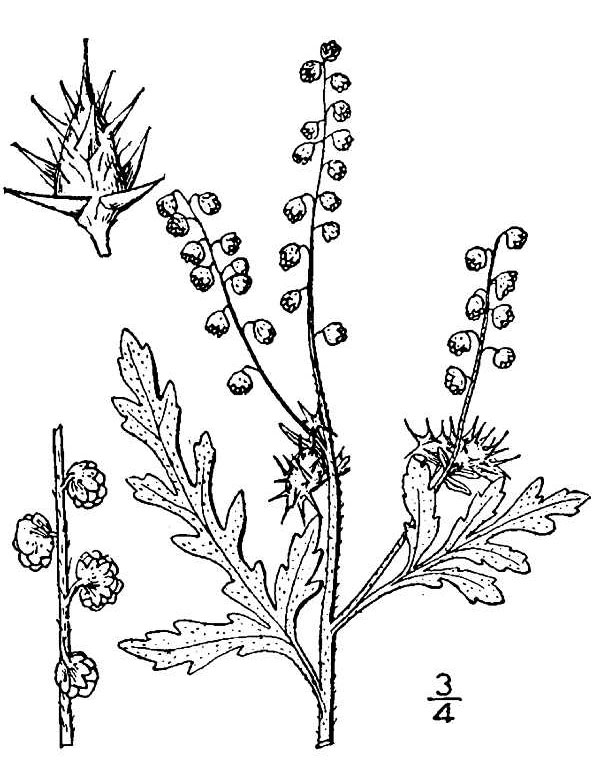
Cỏ phấn hương gai phẳng (Ambrosia acanthicarpa)
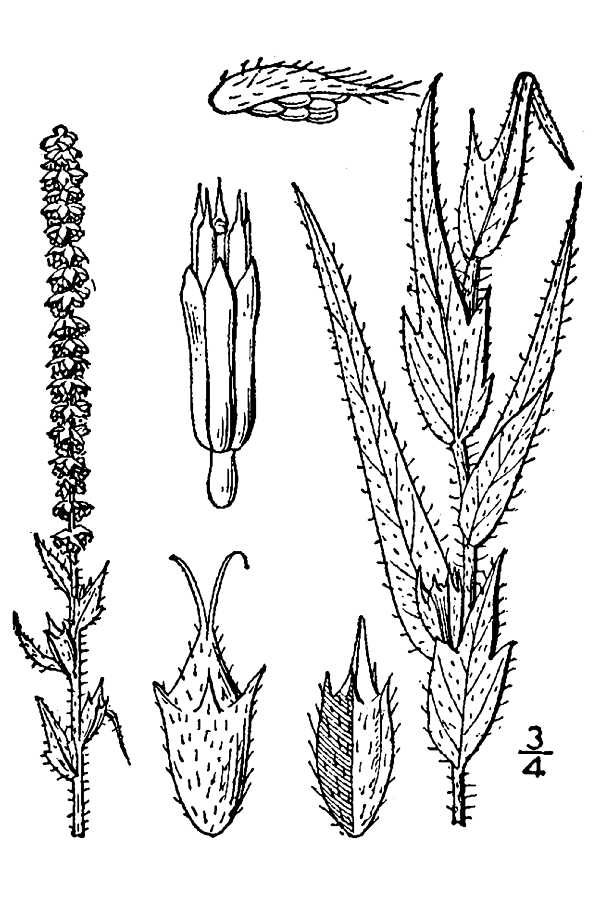
Cỏ phấn hương hai răng (Ambrosia bidentata)
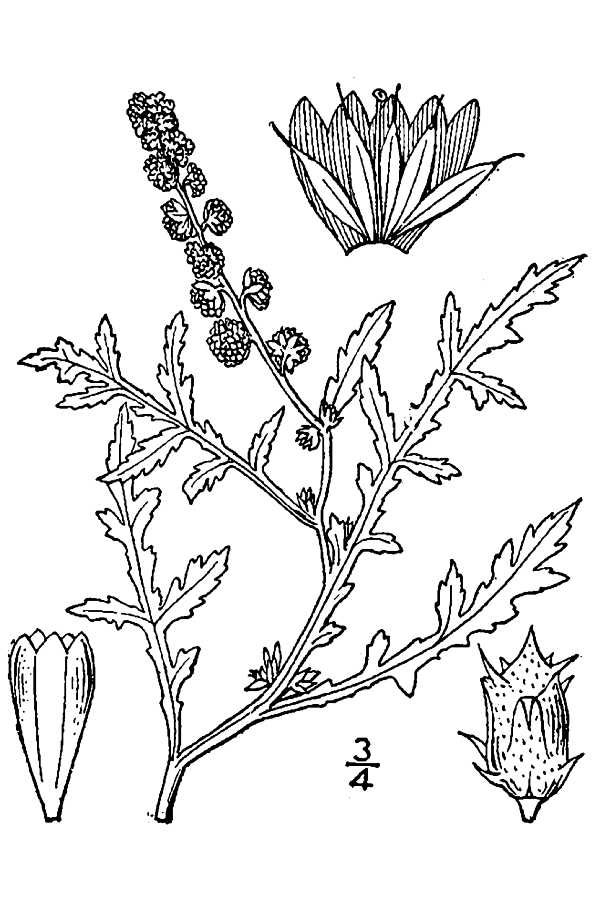
Cỏ phấn hương lá xương (Ambrosia tomentosa)
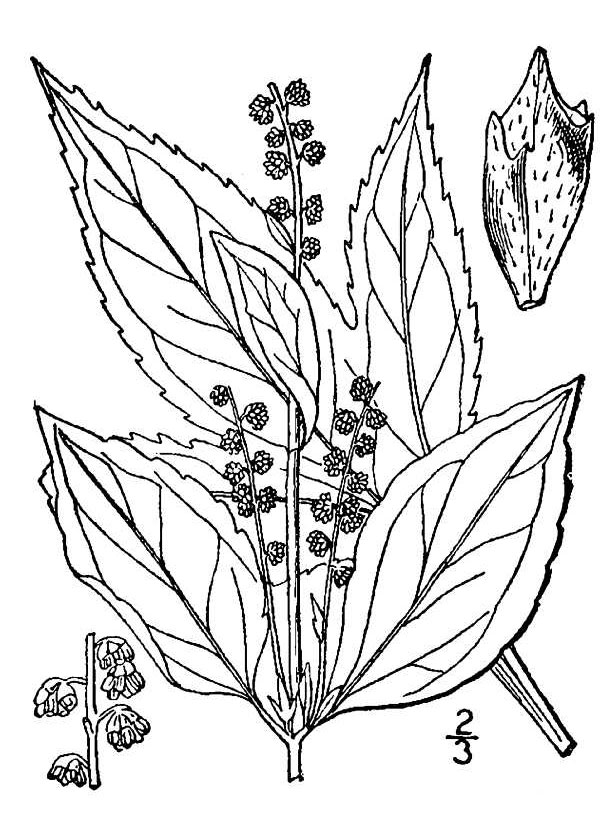
Cỏ phấn hương lớn (Ambrosia trifida)